# HD260334
HD260334 — хімічно пекулярна зоря спектрального класу
A й має видиму зоряну величину в смузі V приблизно 11,0.